# Dolichozele gravitarsis
Dolichozele gravitarsis är en stekelart som först beskrevs av Muesebeck 1938.  Dolichozele gravitarsis ingår i släktet Dolichozele och familjen bracksteklar. Inga underarter finns listade i Catalogue of Life.